# Суперкубок Бахрейну з футболу 2014
Суперкубок Бахрейну з футболу 2014  — 5-й розіграш турніру. Матч відбувся 14 вересня 2014 року між чемпіоном Бахрейну клубом Аль-Ріффа та володарем кубка Короля Бахрейну клубом Іст Ріффа.
| Володар Суперкубка Бахрейну 2014 |
| -------------------------------- |
|                                  |
| Іст Ріффа Перший титул           |

## Матч

### Деталі
| 14 вересня 2014 18:30 (EEST) |

| Аль-Ріффа | 1:1      | Іст Ріффа |
| --------- | -------- | --------- |
| Діб 78'   |          | Сауд 87'  |
|           | Пенальті |           |
|           | 5:6      |           |

| Халіфа Спортс Сіті Стедіум, Мадінат-Іса |